# Antonia Prebble
Antonia Mary Prebble (Wellington, 5 giugno 1984) è un'attrice neozelandese.

## Biografia
Trova il successo a soli 15 anni come protagonista nella serie The Tribe e successivamente alla fortunata serie Outrageous Fortune - Crimini di famiglia. Alla sua attività di attrice si affianca quella di beneficenza dove è molto attiva e aiuta i bambini poveri della Malaysia. Recentemente approda nella serie The Blue Rose dov'è protagonista insieme alla collega Siobhan Marshall. Approda per la prima volta al cinema nella sua carriera con il film White Lies e prossimente è in uscita un altro film di cui è protagonista insieme a John Bach.

### Cinema
- The Cure, regia di David Gould (2014)
- White Lies, regia di Dana Rotberg (2013)

### Televisione
- The Tribe – serie TV, 224 episodi (1999)-(2003) - Trudy
- Power Rangers Mystic Force – serie TV, 32 episodi -(2006) - Clare
- Outrageous Fortune - Crimini di famiglia – serie TV, 107 episodi (2005)-(2010) - Loretta West
- Super City – serie TV, 4 episodi (2011) - Tony
- Anzac Girls – miniserie TV, 3 episodi (2014) - Hilda Steele
- The Blue Rose – serie TV, 13 episodi dal (2013-2014) - Jane March
- Sisters – serie TV, 7 episodi (2017-in corso) - Edie Flanagan